# Macrothele gigas
Macrothele gigas är en spindelart som beskrevs av Matsuei Shimojana och Haupt 1998. Macrothele gigas ingår i släktet Macrothele och familjen Hexathelidae. Inga underarter finns listade i Catalogue of Life.